# Javno pravo
Javno pravo je deo prava koja uređuje odnose između pravnih lica i vlade, između različitih institucija u državi, između različitih grana vlade, i odnosa između osoba koje su od direktnog interesa za društvo. Javno pravo obuhvata ustavno pravo, upravno pravo, poresko pravo i krivično pravo, kao i celo procesno pravo. (Zakoni koji se tiču odnosa između pojedinaca pripadaju privatnom pravu.)
Razlika između javnog i privatnog prava datira još od rimskog prava, gde ju je prvi naglasio rimski pravnik Ulpijan (oko 170 - 228). On je kasnije bilo usvojeno da označava pravne sisteme kako zemalja koje se pridržavaju građansko-pravne tradicije, tako i onih koje se pridržavaju tradicije aglosaksonskog prava.

## Istorija javnog prava
Razliku između javnog i privatnog prava prvi je napravio rimski pravnik Ulpijan, koji u Institutima tvrdi (u odlomku koji je Justinijan sačuvao u Digestu) da je „javno pravo ono koje poštuje uspostavljanje rimskog komonvelta, privatno ono što poštuje interese pojedinaca, pri čemu su neka pitanja su javni, a druga privatni interes”. Štaviše, on javno pravo definiše kao zakon koji se odnosi na verska pitanja, sveštenstvo i državne službe. Rimsko pravo je zakon shvatalo kao niz odnosa između osoba i osoba, osoba i stvari, i osoba i države. Javno pravo sastojalo se od poslednjeg od ova tri odnosa. Međutim, rimski pravnici su malo pažnje posvetili ovoj oblasti i umesto toga usredsredili su se uglavnom na područja privatnog prava. Javno pravo je bilo od velike važnosti u tevtonskom društvu, kako je primetio nemački pravni istoričar Oto fon Girke, koji je definisao Tevtonce kao očeve javnog prava.
Povlačenje granice između javnog i privatnog prava uglavnom je izgubilo na značaju u narednom milenijumu, iako se, kako primećuje Ernst Kantorovič, u srednjem veku javila zabrinutost zbog rimske zamisli res publica svojstvene pravnoj fikciji dva kraljeva tela. Međutim, pravni filozofi tokom ovog perioda delovali su uglavnom sa teolozima koji su delovali u domenu kanonskog prava, i umesto toga brinuli su se o razlikama između božanskog, prirodnog i ljudskog prava. Podjela u zakonu na „javno/privatno” vratiće se tek u 17. i 18. veku. Pojavom nacionalne države i novim teorijama suvereniteta, pojmovi o izrazito javnom domenu počeli su da se kristališu. Međutim, potraživanja monarha, a kasnije i parlamenata, prema neobuzdanoj moći donošenja zakona podstakle su pokušaje uspostavljanja izrazito privatne sfere koja bi zauzvrat bila slobodna od zadiranja u državne vlasti.

## Oblasti javnog prava

### Ustavno pravo
U modernim državama, ustavno pravo postavlja temelje države. Iznad svega, postulira nadmoć zakona u funkcionisanju države - vladavine prava.
Drugo, ono utvrđuje oblik vladavine - kako funkcionišu različite grane vlasti, kako se biraju ili imenuju i podelu vlasti i odgovornosti između njih. Tradicionalno, osnovni elementi vlasti su izvršna, zakonodavna i sudska vlast.
I treće, ustoavno pravo opisuje koja su osnovna ljudska prava, koja moraju biti zaštićena za svaku osobu, i koja dalja građanska i politička prava imaju građani. Ono postavlja osnovne granice onoga što bilo koja vlada mora, a ne sme da radi.
U većini uprava ustavni zakon je sadržan u pisanom dokumentu, ustavu, ponekad zajedno sa amandmanima ili drugim ustavnim zakonima. Međutim, u nekim zemljama takav vrhunski ukorenjeni pisani dokument ne postoji iz istorijskih i političkih razloga - Ustav Ujedinjenog Kraljevstva je nepisan.

### Upravno pravo
Upravno pravo odnosi se na skup zakona koji regulišu birokratske upravljačke postupke i definiše ovlašćenja upravnih agencija. Ove zakone sprovodi izvršna vlast vlade, a ne sudska ili zakonodavna (ako su različite u toj određenoj nadležnosti). Ovo telo zakona reguliše međunarodnu trgovinu, proizvodnju, zagađenje, oporezivanje i slično. Ovo se ponekad posmatra kao potkategorija građanskog prava, a ponekad kao javno pravo, jer se bavi regulativom i javnim institucijama.

### Poresko pravo
Poresko pravo je prvi put postalo područje javnog prava tokom 17. veka, kao posledica novih teorija suvereniteta koje su počele da se pojavljuju. Do tada porezi su se po zakonu smatrali poklonima, koje je državi dao privatni donator - poreski obveznik. Sada se to smatra područjem javnog prava, jer se tiče odnosa između osoba i države.

## Literatura
- Aquinas, Thomas (2000). Treatise on Law. Indianapolis, IN: Hacket Publishing Company. ISBN 978-0-87220-548-2.
- Bell, John; Boyron, Sophie; Whittaker, Sophie (2008). Principles of French Law. Oxford, UK: Oxford University Press. стр. 141—240. ISBN 9780199541393. Приступљено 29. 6. 2020.
- Casini, Lorenzo; Cassese, Sabino; Napolitano, Guilio (април 2011). „The New Italian Public Law Scholarship”. International Journal of Constitutional Law. 9 (2): 302—303. doi:10.1093/icon/mor049 . Приступљено 29. 6. 2020.
- Cherednychenko, Olha. Fundamental Rights, Contract Law, and Protection of the Weaker Party. Utrecht, Netherlands: Utrecht University Institute for Legal Studies. hdl:1874/20945.
- Cohen, Morris (1927). „Property and Sovereignty”. Cornell Law Review. 13 (1): 8. Приступљено 7. 8. 2020.
- Forcese, Craig; Dodek, Adam; Bryant, Philip; Carver, Peter; Haigh, Richard; Liston, Mary; MacIntosh, Constance (2015). Public Law: Cases, Commentary and Analysis (Third изд.). Toronto, ON: Emond Montgomery Publishing Ltd. стр. 4. ISBN 978-1-55239-664-3.
- Horwitz, Morton (1982). „The History of the Public/Private Distinction”. University of Pennsylvania Law Review. 130 (6): 1423. JSTOR 3311976. doi:10.2307/3311976. Приступљено 28. 6. 2020.
- Jakab, András (2006). European Constitutional Language. Cambridge, UK: Cambridge University Press. стр. 387—400. ISBN 978-1-107-13078-4.
- Justinian; Watson, Alan (1985). The Digest of Justinian. 1. Philadelphia, PA: University of Pennsylvania Press. ISBN 978-0-8122-2033-9.
- Kantorowicz, Ernst (10. 5. 2016). The King's Two Bodies: A Study in Medieval Theology. Princeton, NJ: Princeton University Press. ISBN 978-0-691-16923-1.
- Martin, Elizabeth A. (2003). Oxford Dictionary of Law. Oxford: Oxford University Press. ISBN 0198607563.
- Murkens, Jo Eric Khushal (15. 7. 2009). „The Quest for Constitutionalism in UK Public Law Discourse”. Oxford Journal of Legal Studies. 29 (3): 427—455. doi:10.1093/ojls/gqp020. Приступљено 29. 6. 2020.
- Montesquieu, Charles-Louis de Secondat, Baron de La Brède et de (1989). The Spirit of the Laws. Cambridge, UK: Cambridge University Press. ISBN 978-0-521-36183-5.
- Vértesy, László (2007). „The Place and Theory of Banking Law - Or Arising of a New Branch of Law: Law of Financial Industries”. Collega (на језику: енглески). Vol 2-3. XI. 3198092.
- Jakab, András (2006). European Constitutional Language. Cambridge, UK: Cambridge University Press. стр. 387—400. ISBN 978-1-107-13078-4.
- Vértesy, László (2007). „The Place and Theory of Banking Law - Or Arising of a New Branch of Law: Law of Financial Industries”. Collega (на језику: енглески). Vol 2-3. XI. 3198092.
- Montesquieu, Charles-Louis de Secondat, Baron de La Brède et de (1989). The Spirit of the Laws. Cambridge, UK: Cambridge University Press. стр. 7.
- Aurell, Martin (2003). L'Empire de Plantagenêt, 1154–1224 (на језику: француски). Paris: Tempus. ISBN 978-2-262-02282-2.
- Barnes, Thomas Garden (2008). Shaping the Common Law: From Glanvill to Hale, 1188–1688. Stanford University Press. ISBN 978-0804779593.
- Black, Charles (1999). A New Birth of Freedom: Human Rights, Named and Unnamed. New Haven, CN: Yale University Press. ISBN 978-0300077346.
- Breay, Claire (2010). Magna Carta: Manuscripts and Myths. London: The British Library. ISBN 978-0-7123-5833-0.
- Breay, Claire; Harrison, Julian, ур. (2015). Magna Carta: Law, Liberty, Legacy. London: The British Library. ISBN 978-0-7123-5764-7.
- Browning, Charles Henry (1898). „The Magna Charta Described”. The Magna Charta Barons and Their American Descendants with the Pedigrees of the Founders of the Order of Runnemede Deduced from the Sureties for the Enforcement of the Statutes of the Magna Charta of King John. Philadelphia. OCLC 9378577.
- Burdett, Francis (1810). Sir Francis Burdett to His Constituents. R. Bradshaw.
- Carpenter, David A. (1990). The Minority of Henry III. Berkeley and Los Angeles: University of California Press. ISBN 978-0413623607.
- Carpenter, David (1996). The Reign of Henry III. London: Hambledon Press. ISBN 978-1852851378.
- Carpenter, David A. (2004). Struggle for Mastery: The Penguin History of Britain 1066–1284. London: Penguin. ISBN 978-0-14-014824-4.
- Clanchy, Michael T. (1997). Early Medieval England. The Folio Society.
- Clark, David (2000). „The Icon of Liberty: The Status and Role of Magna Carta in Australian and New Zealand Law”. Melbourne University Law Review. 24 (3).
- Cobbett, William; Howell, Thomas Bayly; Howell, Th.J.; Jardine, William (1810). Cobbett's Complete Collection of State Trials and Proceedings for High Treason and Other Crimes and Misdemeanors from the Earliest Period to the Present Time. Bagshaw.
- Crouch, David (1996). William Marshal: Court, Career and Chivalry in the Angevin Empire 1147–1219. Longman. ISBN 978-0582037861.
- Danziger, Danny; Gillingham, John (2004). 1215: The Year of Magna Carta. Hodder Paperbacks. ISBN 978-0340824757.
- Davis, G.R.C. (1963). Magna Carta. The British Library Publishing Division. ISBN 978-0712300148.
- Davis, John Paul (2013). The Gothic King: A Biography of Henry III. London: Peter Owen. ISBN 978-0-7206-1480-0.
- Drew, Katherine F. (2004). Magna Carta. Greenwood Press. ISBN 978-0313325908.
- Edwards, J.G. (1943). „Confirmatio Cartarum and Baronial Grievances in 1297”. The English Historical Review. 58 (231): 273—300. JSTOR 554340. doi:10.1093/ehr/lviii.ccxxxi.273.
- Eele, Caroline (2013). Perceptions of Magna Carta: Why has it been seen as significant? (PDF) (Теза). 2014 Magna Carta 2015 Committee. Приступљено 18. 11. 2014.
- Fryde, Natalie (2001). Why Magna Carta? Angevin England Revisited. Munster, Germany: LiT. ISBN 978-3825856571.
- Fritze, Ronald; Robison, William (2002). Historical Dictionary of Late Medieval England 1272–1485. Greenwood Press. ISBN 978-0313291241.
- Galef, David (1998). Second Thoughts: Focus on Rereading. Detroit, MI: Wayne State University Press. ISBN 978-0814326473.
- Goodman, Ellen (1995). The Origins of the Western Legal Tradition: From Thales to the Tudors. Federation Press. ISBN 978-1862871816.
- Greenberg, Janelle (2006). The Radical Face of the Ancient Constitution: St Edward's 'Laws' in Early Modern Political Thought. Cambridge: Cambridge University Press. ISBN 978-0521024884.
- Hallam, Elizabeth M.; Everard, Judith A. (2001). Capetian France, 987–1328 (2nd изд.). Harlow, UK: Longman. ISBN 978-0-582-40428-1.
- Hazeltine, H.D. (1917). „The Influence of Magna Carta on American Constitutional Development”.  Ур.: Malden, Henry Elliot. Magna Carta commemoration essays. BiblioBazaar. ISBN 978-1116447477.
- Hewit, H.J. (1929). Mediaeval Cheshire. Manchester, UK: Manchester University Press.
- Hill, Christopher (2006). Winstanley 'The Law of Freedom' and Other Writings. Cambridge University Press. ISBN 978-0521031608.
- Hillaby, Caroline (2013). The Palgrave Dictionary of Medieval Anglo-Jewish History. Palgrave Macmillan. ISBN 978-1137308153.
- Hindley, Geoffrey (1990). The Book of Magna Carta. London: Constable. ISBN 978-0094682405.
- Holt, James C. (1992a). The Northerners: A Study in the Reign of King John. Oxford: Oxford University Press. ISBN 978-0198203094.
- Holt, James C. (1992b). Magna Carta. Cambridge: Cambridge University Press. ISBN 978-0521277785.
- Holt, James C. (2015). Magna Carta (3rd изд.). Cambridge: Cambridge University Press. ISBN 978-1107093164.
- Holt, James C. (2008) [1993]. The Ancient Constitution in Medieval England (PDF). Liberty Fund. ISBN 978-0865977099.
- Howard, A.E. Dick (2008). „Magna Carta Comes To America”. Fourscore. 58 (4).
- Huscroft, Richard (2005). Ruling England, 1042–1217. Harlow, UK: Pearson. ISBN 978-0-582-84882-5.
- Jobson, Adrian (2012). The First English Revolution: Simon de Montfort, Henry III and the Barons' War. London: Bloomsbury. ISBN 978-1-84725-226-5.
- Kennedy, William Paul McClure (1922). The Constitution of Canada. Oxford: Oxford University Press.
- Kewes, Paulina (2006). The Uses of History in Early Modern England. Berkeley: University of California Press. ISBN 978-0873282192.
- Lewis, Suzanne (1987). The Art of Matthew Paris in the Chronica Majora. University of California Press. ISBN 978-0520049819.
- Linebaugh, Peter (2009). The Magna Carta Manifesto: Liberties and Commons for All. Berkeley: University of California Press. ISBN 978-0520260009.
- Mayr-Harting, Henry (2011). Religion, Politics and Society in Britain, 1066–1272. Harlow, UK: Longman. ISBN 978-0-582-41413-6.
- McGlynn, Sean (2013). Blood Cries Afar: The Forgotten Invasion of England, 1216. London: Spellmount. ISBN 978-0752488318.
- Menache, Sophia (2003). Clement V. Cambridge: Cambridge University Press. ISBN 978-0521521987.
- Pocock, J.G.A. (1987). The Ancient Constitution and the Feudal Law: A Study of English Historical Thought in the Seventeenth Century. Cambridge: Cambridge University Press. ISBN 978-0521316439.
- Pollard, Albert Frederick (1912). The history of England; a study in political evolution. H. Holt.
- Poole, Austin Lane (1993) [1951]. From Domesday Book to Magna Carta 1087–1216 (2nd изд.). Oxford: Oxford University Press.
- Powicke, F.M. (1929). „The Bull 'Miramur Plurimum' and a Letter to Archbishop Stephen Langton, 5 September 1215”. English Historical Review. 44: 87—93. doi:10.1093/ehr/xliv.clxxiii.87.
- Powicke, Frederick Maurice (1963). The Thirteenth Century 1216–1307. Oxford: Oxford University Press. ISBN 978-0198217084.
- Prestwich, Michael (1997). Edward I. New Haven, CN: Yale University Press. ISBN 978-0300071573.
- Rothwell, Harry (1975). English Historical Documents 1189–1327. London: Eyre & Spottiswoode. ISBN 978-0413233004.
- Russell, Conrad (1990). Unrevolutionary England, 1603–1642. Continnuum-3PL. ISBN 978-1852850258.
- Scott, Robert McNair (2014). Robert The Bruce: King Of Scots. Canongate Books. ISBN 978-1847677464.
- Simmons, Clare A. (1998). „Absent Presence: The Romantic-Era Magna Charta and the English Constitution”.  Ур.: Shippey, Richard; Utz, Tom. Medievalism in the Modern World. Essays in Honour of Leslie J. Workman. Brepols Publishers.
- Stimson, Frederick Jessup (2004). The Law Of The Federal And State Constitutions Of The United States. Lawbook Exchange Ltd. ISBN 978-1584773696.
- Tatton-Brown, Tim (јул 2015). „Magna Carta at 800: Uncovering its Landscape Archaeology”. Current Archaeology (304): 34—37.
- Thompson, Faith (1948). Magna Carta – Its Role In The Making Of The English Constitution 1300–1629. Minneapolis: University of Minnesota Press. ISBN 978-1299948686.
- Turner, Ralph V. (2003a). „The Meaning of Magna Carta since 1215”. History Today. 53 (9).
- Turner, Ralph (2003b). Magna Carta: Through the Ages. Routledge. ISBN 978-0582438262.
- Turner, Ralph (2009). King John: England's Evil King?. Stroud, UK: History Press. ISBN 978-0-7524-4850-3.
- Vincent, Nicholas (2012). Magna Carta: A Very Short Introduction. Oxford: Oxford University Press. ISBN 978-0-19-958287-7.
- Vincent, Nicholas (2015). „From World War to World Heritage: Magna Carta in the Twentieth Century”.  Ур.: Vincent, Nicholas. Magna Carta: The Foundation of Freedom, 1215–2015. London: Third Millennium Publishing. стр. 154–69. ISBN 978-1908990488.
- Warren, W. Lewis (1990). King John. London: Methuen. ISBN 978-0413455208.
- Weiler, Björn K.U. (2012). Henry III of England and the Staufen Empire, 1216–1272. Paris: Royal Historical Society: Boydell Press. ISBN 978-0-86193-319-8.
- White, Albert Beebe (1915). „The Name Magna Carta”. The English Historical Review. XXX (CXIX): 472—75. doi:10.1093/ehr/XXX.CXIX.472.
- White, Albert Beebe (1917). „Note on the Name Magna Carta”. The English Historical Review. XXXII (CXXVIII): 545—55. doi:10.1093/ehr/XXXII.CXXVIII.554.
- Woolwrych, Austin Herbert (2003).  Smith, David Lee, ур. Cromwell and Interregnum: The Essential Readings. Wiley-Blackwell. ISBN 978-0631227250.
- Wright, Herbert G. (1919). The Life And Works Of Arthur Hall Of Grantham, Member Of Parliament, Courtier And First Translator Of Homer Into English. Book on Demand.
- Wright, Patrick (1990). The River: A Thames Journey. London: BBC Books. ISBN 978-0563384786.

## Spoljašnje veze
- Ridgeway, H. W. (2010) [2004]. „Henry III (1207–1272)”. Oxford Dictionary of National Biography (online изд.). Oxford University Press. doi:10.1093/ref:odnb/12950. (Subscription or UK public library membership required.)